# Julemotet
Julemotet (Noors voor Kerstmotet) is een compositie van Eyvind Alnæs. Het is geschreven voor driestemmig kinderkoor met begeleiding door een orgel. Alnæs was zelf organist. De stemverdeling binnen het koor is 2x sopraan-, 1x altstem. Door de stemverdeling kan het ook door een dameskoor gezongen worden. Het werk werd later bewerkt door Knut Nystedt.